# Donne imam
Le donne imam sono attualmente oggetto di una controversia in seno all'Islam, cioè se sia lecito, eventualmente in particolari circostanze, a una donna guidare uomini e donne nella Ṣalāt (preghiera islamica canonica). Tre su quattro scuole sunnite e molte di quelle sciite sono d'accordo sulla possibilità per una donna di guidare almeno la preghiera di altre donne (il malikismo non ammette neppure questo), mentre nell'Hanbalismo solo una minoranza si esprime favorevolmente.
Secondo tutte le scuole tradizionali dell'Islam, una donna non può comunque guidare un gruppo promiscuo di fedeli nella Ṣalāt. Alcune scuole fanno eccezione per la Tarawih (preghiere facoltative del mese lunare di Ramadan) o per gruppi costituiti solo da parenti stretti. Alcuni studiosi medioevali quali Abu Ja'far Muhammad b. Jarir al-Tabari (838–932), Abu Thawr (764–854), al-Muzani (791–878), e Ibn Arabi (1165–1240), consideravano la pratica ammissibile almeno per le preghiere facoltative (nafila).
Alcuni musulmani in anni recenti hanno rianimato il dibattito, affermando che lo spirito del Corano e la lettera di un ḥadīth indicano che alle donne dovrebbe essere concesso di guidare tanto gruppi promiscui quanto di appartenenti ad un solo sesso e che la proibizione si è sviluppata nell'ambito del sessismo, principio contrario al vero Islam.
Una discussione, questa, che trova fondamento nell'atto dello stesso Profeta Maometto di incaricare una donna, Umm Waraqa, per la guida della preghiera per tutta la sua casata, senza discriminazioni legate al sesso dei fedeli.
Nel novembre 2003 Asra Nomani fu la prima donna nella sua moschea della Virginia Occidentale a chiedere di poter pregare nella sala principale riservata ai maschi. Successivamente organizzò la prima preghiera pubblica negli Stati Uniti di un gruppo promiscuo di fedeli guidata da una donna (lei stessa). Il 18 marzo 2005 esordì dicendo: